# Sant Crist

Majestat Batlló, romànic.

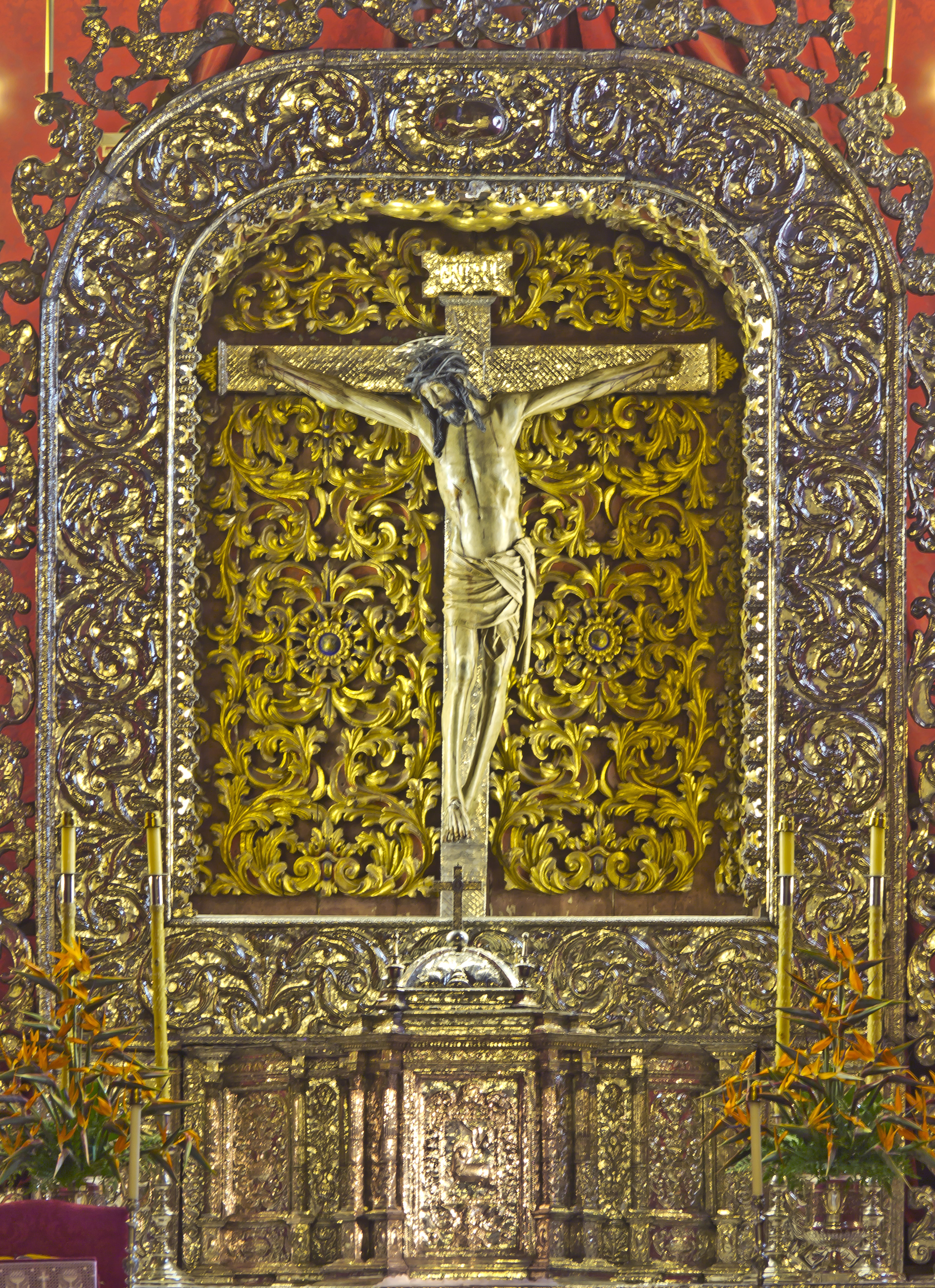
Cristo de La Laguna, gòtic (1510–14).

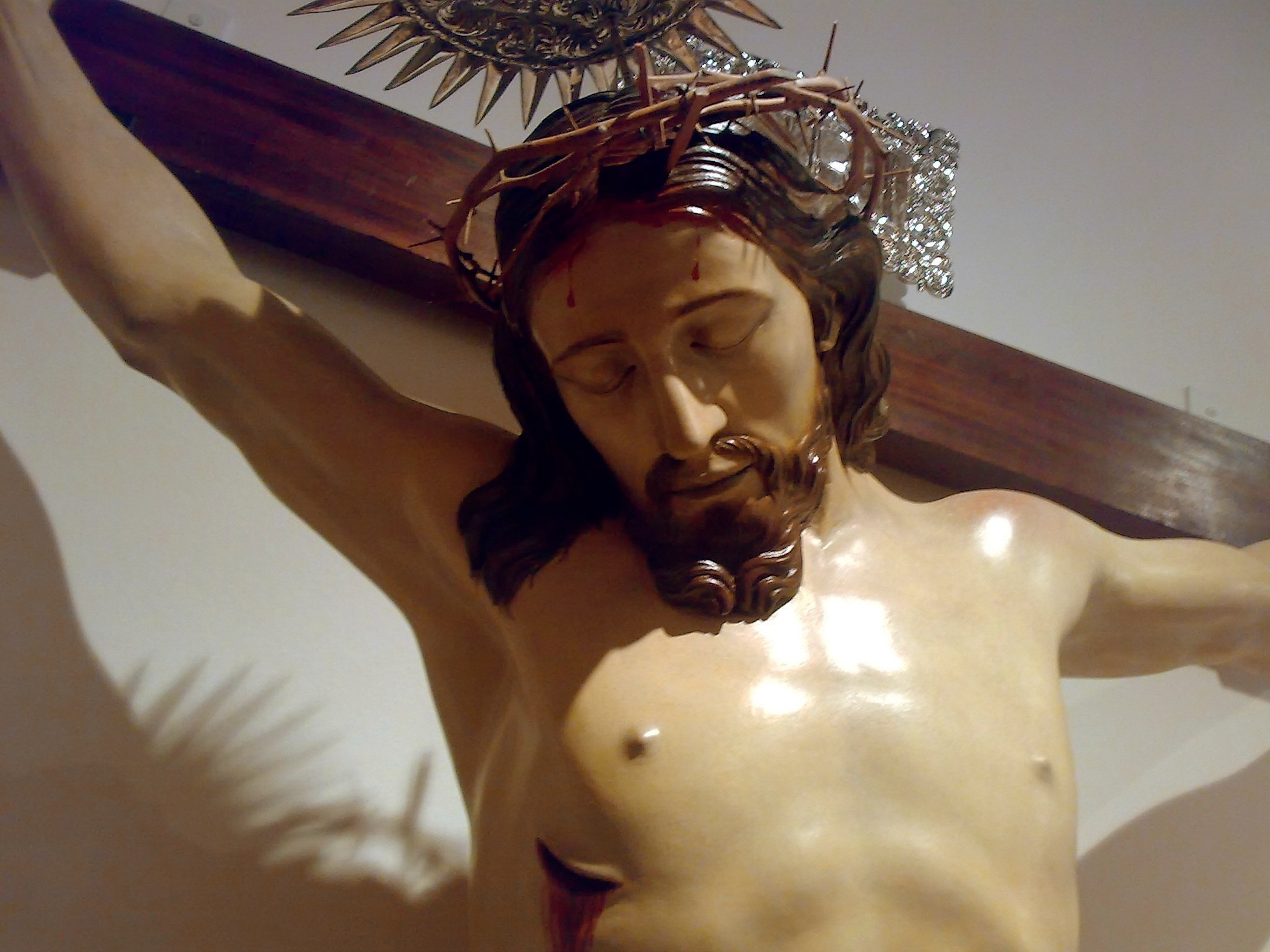
Detall del semblant d'un Crist crucificat acabat de morir (1793), obra de l'imatger José Luján Pérez, 1793

Sant Crist o Crist Crucificat és el tema central de l'escena evangèlica de la crucifixió de Jesús, especialment quan es limita a Crist a la Creu, amb poques addicions.
Quan l'escena és més complexa es pot parlar de Gòlgota, en incloure altres crucificats (Dimes el Bon Lladre i Gestes el Mal Lladre), les Tres Maries, Sant Joan Evangelista, soldats romans, etc. Cada període artístic ha destacat diferents aspectes d'acord amb les característiques del seu estil, i fins i tot, a les seves implicacions intel·lectuals, socials i ideològiques.
A l'art paleocristià de l'Antiguitat Tardana no és un tema molt tractat. En l'art romà d'Orient de l'edat mitjana sí, especialment en mosaics i icones. El tema en l'art occidental medieval passa de representar-se d'una forma hieràtica al romànic (Jesús apareix com Crist en majestat, vencedor sobre la mort i completament vestit tot i estar en la creu) a fer-se d'una forma més naturalista al gòtic (Jesús apareix sofrent, i habitualment nu. El tema artístic de la nuesa i tortura d'un cos té com a precedents el Laocoont i el Màrsies de l'escultura grega antiga.
Per al tema iconogràfic dels claus de Crist, és característic en el romànic la utilització de quatre claus, dos per a les mans i dos per als peus, cada peu en un clau diferent, mentre que en el gòtic se sol representar amb tres, fent que un peu estigui sobre un altre, el que obliga una cama a doblar de forma diferent a l'altra i trencar la simetria. Altres símbols de la Crucifixió que es fixen a l'època medieval i relacionats amb el moment concret de clavar Crist a la Creu són l'escala, les tenalles i el martell, a més d'altres que apareixen durant la Crucifixió, com la llança de Longí i l'esponja amb aigua i vinagre. La corona d'espines és, a més d'un motiu molt usual en la Crucifixió, un símbol més genèric de la Passió de Crist, en associar amb escenes anteriors, com la flagel·lació de Crist i l'Ecce Homo. També es va fixar convencionalment l'ús d'un cartell amb les sigles INRI.
Durant el renaixement, el barroc i el classicisme (i posteriorment, el neoclassicisme o l'academicisme) es va continuar amb la tradició iconogràfica medieval, però es va adaptar la representació a les convencions visuals de l'època. Al segle xix, les representacions religioses no van abundar, però són destacables en el romanticisme de Caspar David Friedrich (Altar de Tetscher) i en el Prerafaelitisme (escena de la fusteria de William Holman Hunt). Modernament, només el Crist de Portlligat de Salvador Dalí conservat a l'Art Gallery de Glasgow ha tingut una transcendència àmplia.
Les representacions escultòriques poden denominar crucifix, especialment a efectes devocionals.

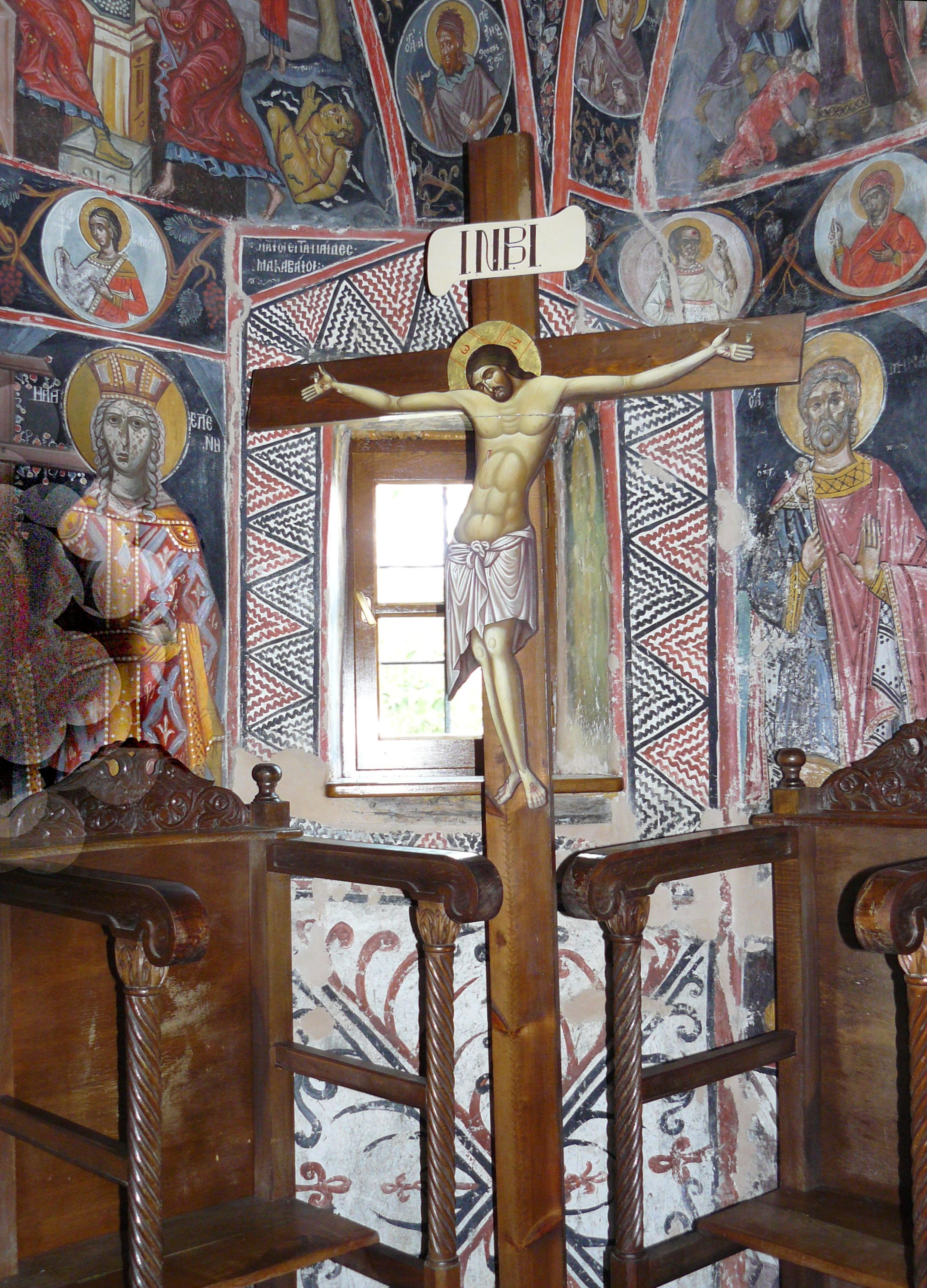
Frescos del monestir de Agias Triados, els Meteors; romà d'Orient.
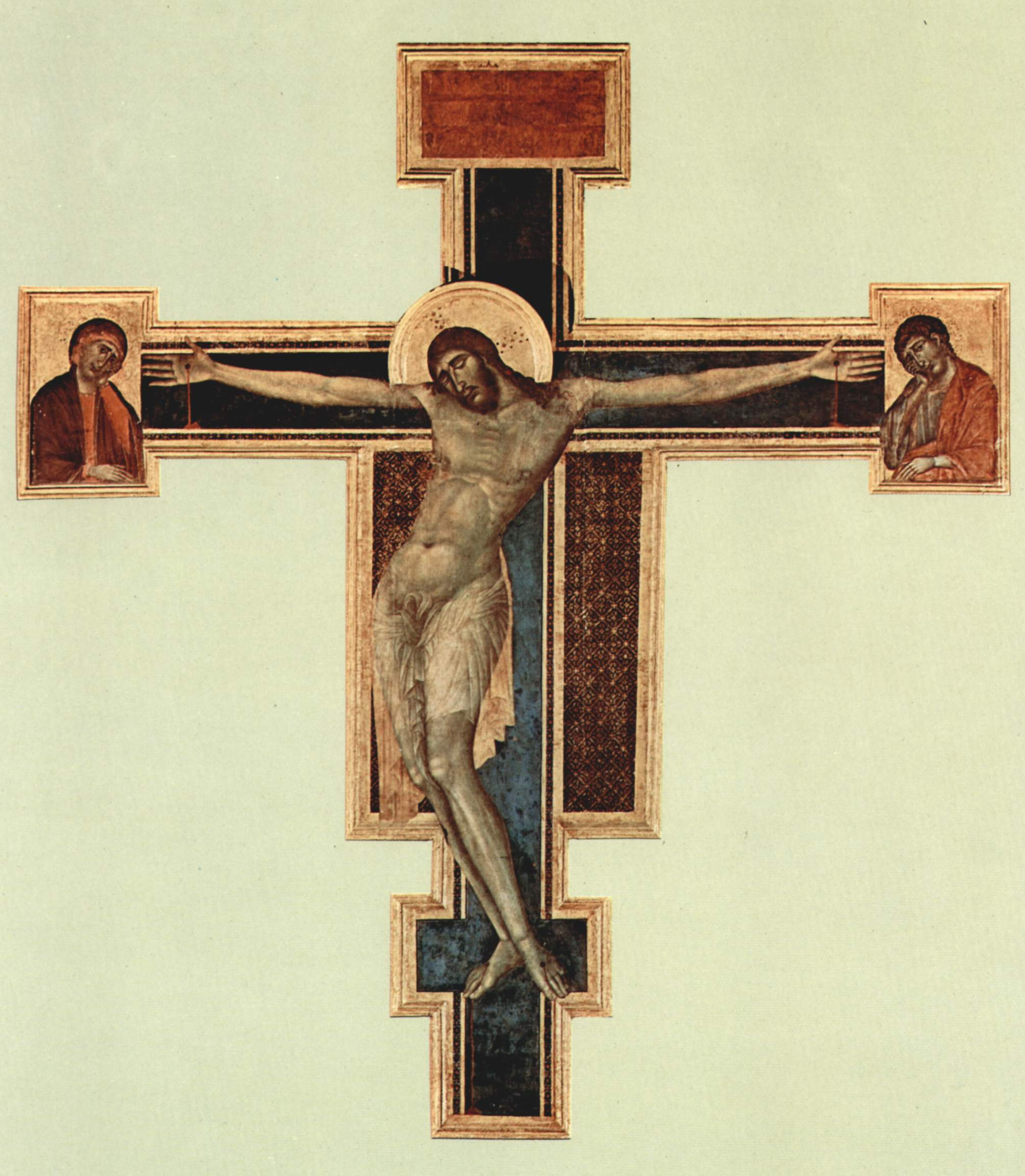
Cimabue, gòtic italià.
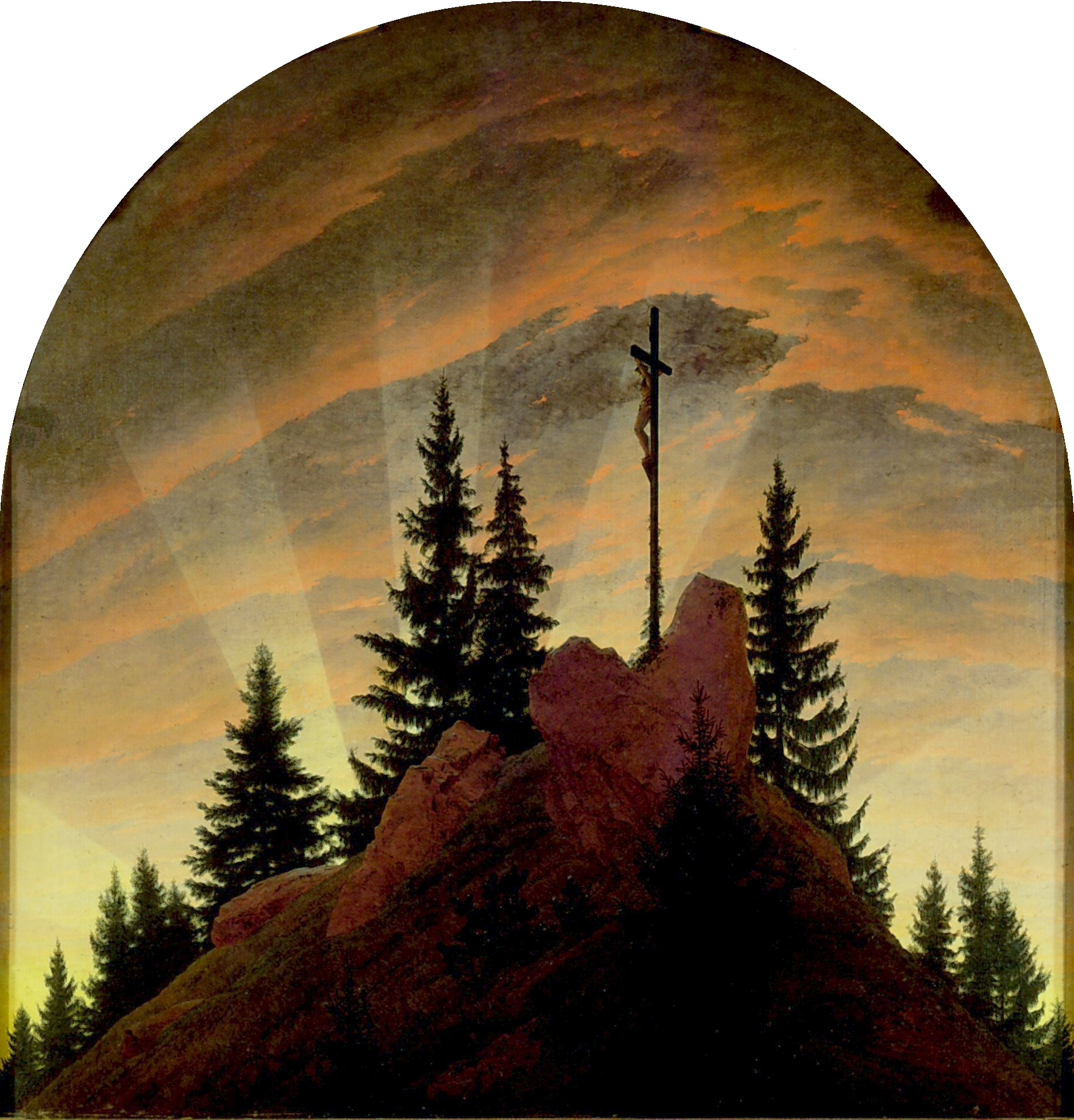
Friedrich, romanticisme.
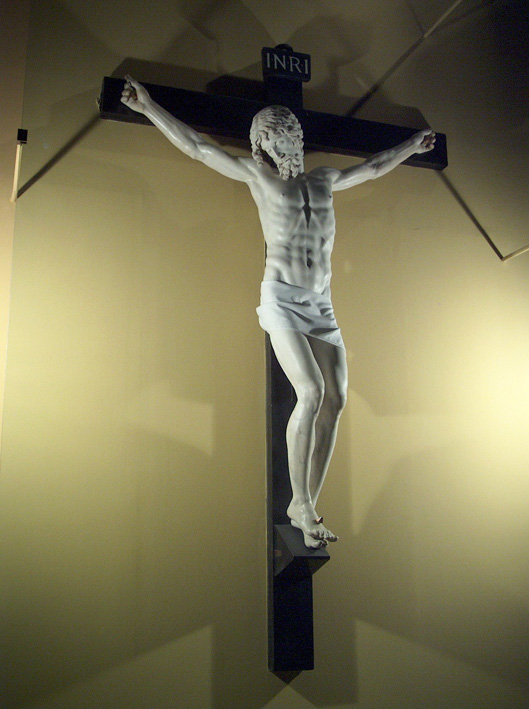
Cellini, renaixement.
Chiesa Santo Stefano "Crocifisso di Luce" de Filippo Biagioli[3]